# Église Sainte-Agathe de Valergues
Pour les articles homonymes, voir Église Sainte-Agathe.
L'église Sainte-Agathe de Valergues est une église romane située à Valergues dans le département français de l'Hérault en région Occitanie.

## Historique
Valergues était une seigneurie royale. Son église était un prieuré-cure de l'archiprêtré de Baillargues.
L'église romane Sainte-Agathe, mentionnée dans une charte de 1099 sous le nom d'Ecclesia S. Agathe apud Varequas, est construite à la fin du XIe siècle et au XIIe siècle.
Le chevet et le mur méridional de la nef font l'objet d'une inscription au titre des monuments historiques depuis le 22 juillet 1963.
L'église a été restaurée en 2005 et 2007 et le parvis en 2009.

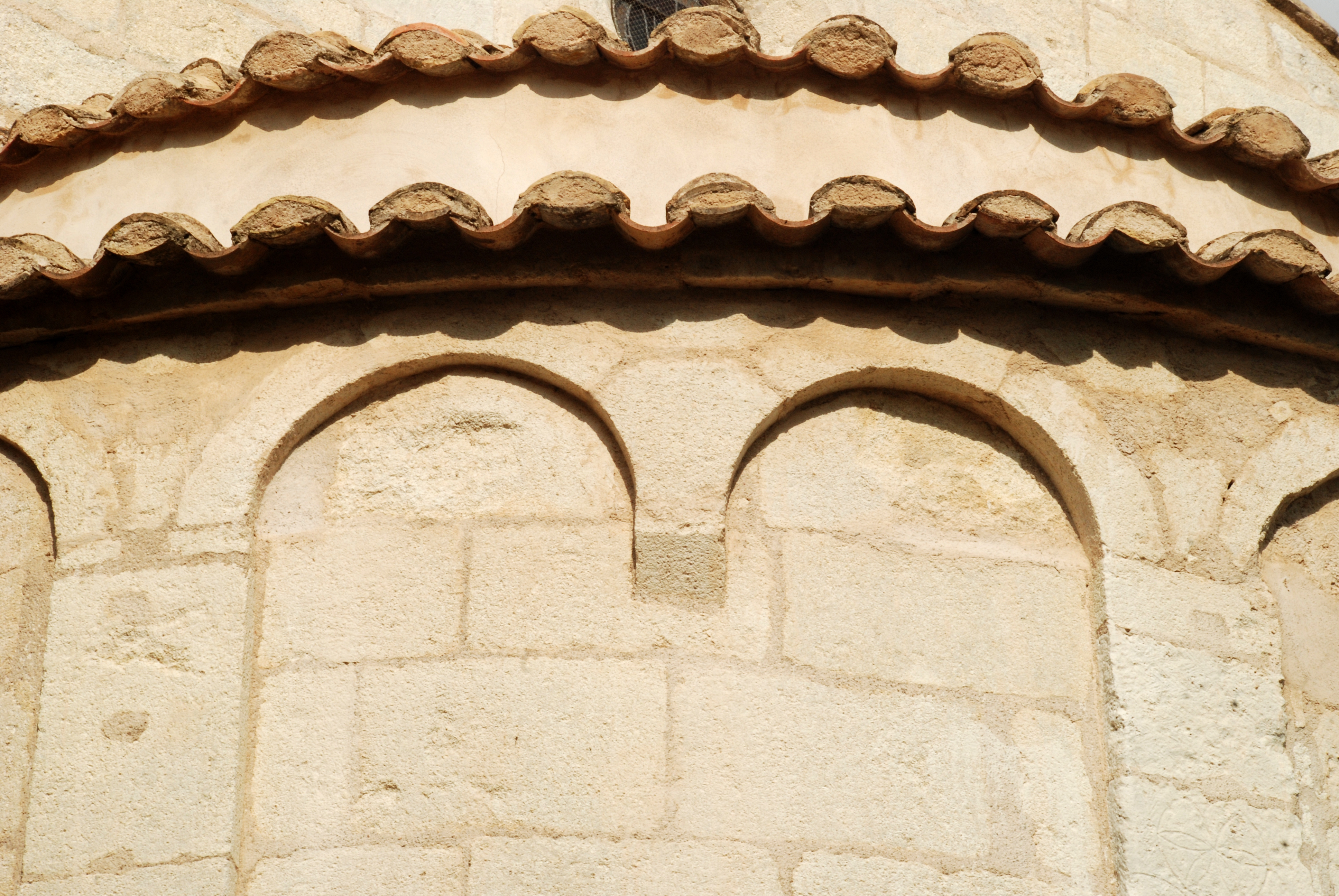
Bandes lombardes du chevet.

## Architecture
L'église Sainte-Agathe de Valergues est édifiée en pierre de taille de belle facture assemblée en opus monspeliensis.

### Le chevet roman
L'église possède un beau chevet de style roman lombard à abside unique.
L'abside, couverte de tuiles, est percée d'une fenêtre à simple ébrasement et présente une décoration de bandes lombardes composées de lésènes et d'arcatures. 
Cette fenêtre est entourée d'un cordon dont la partie supérieure est torsadée et est surmontée d'un arc présentant de fines ciselures.  
Juste à gauche de la fenêtre absidiale, on remarque un motif d'inspiration wisigothique : la roue solaire enserrant une marguerite.
Le même motif se retrouve également sur le mur pignon, à gauche du chevet.

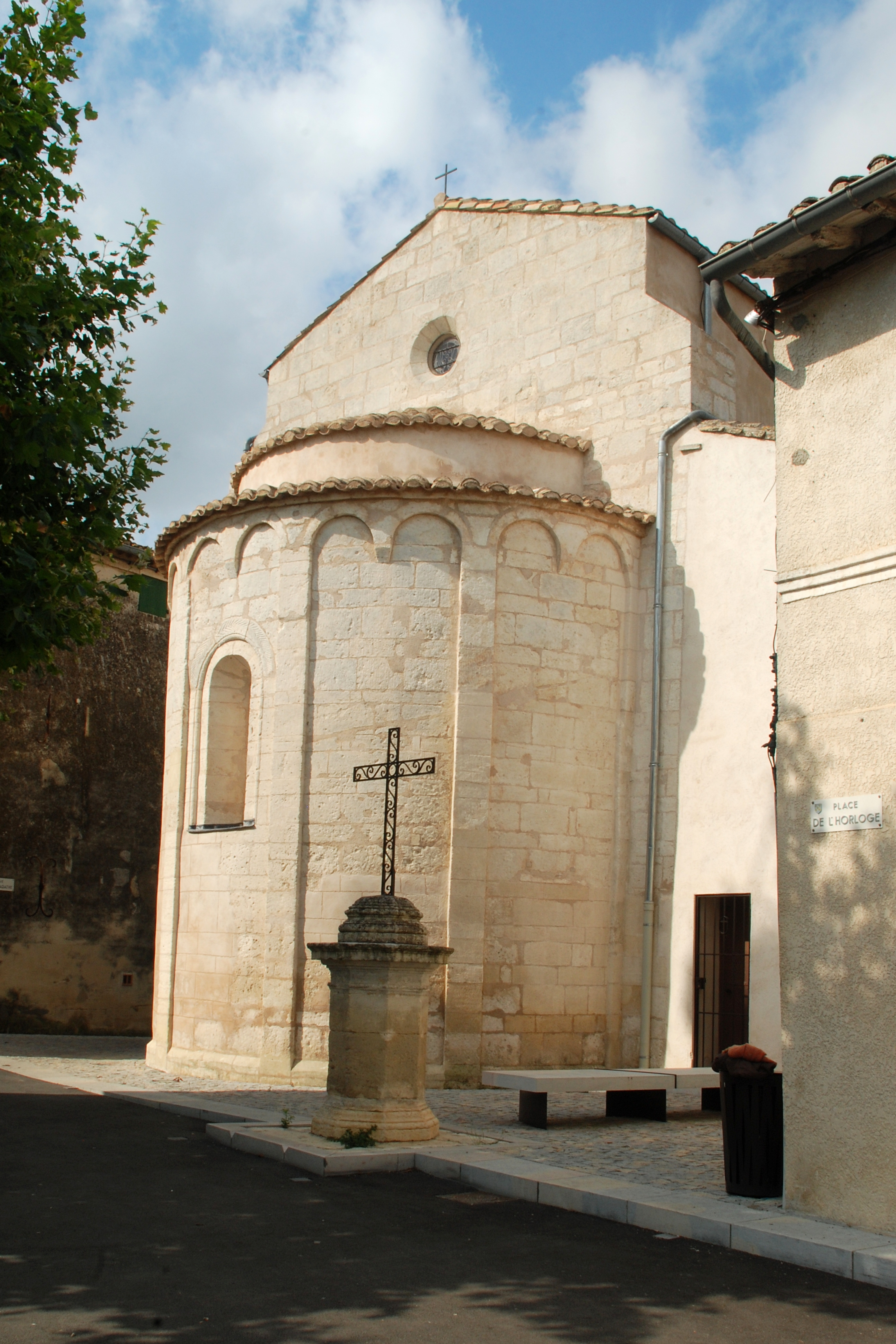
Le chevet.
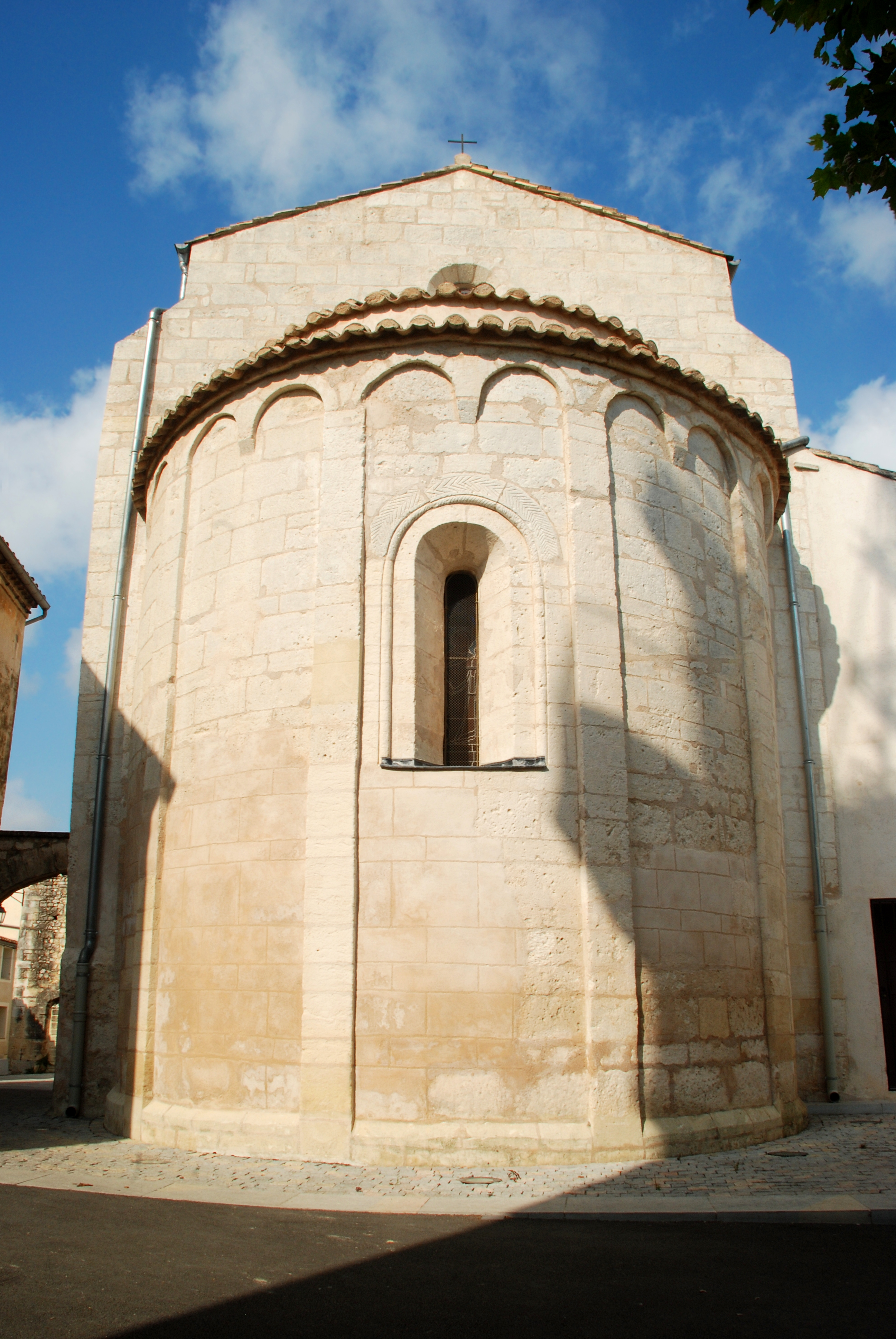
Le chevet vu de face.
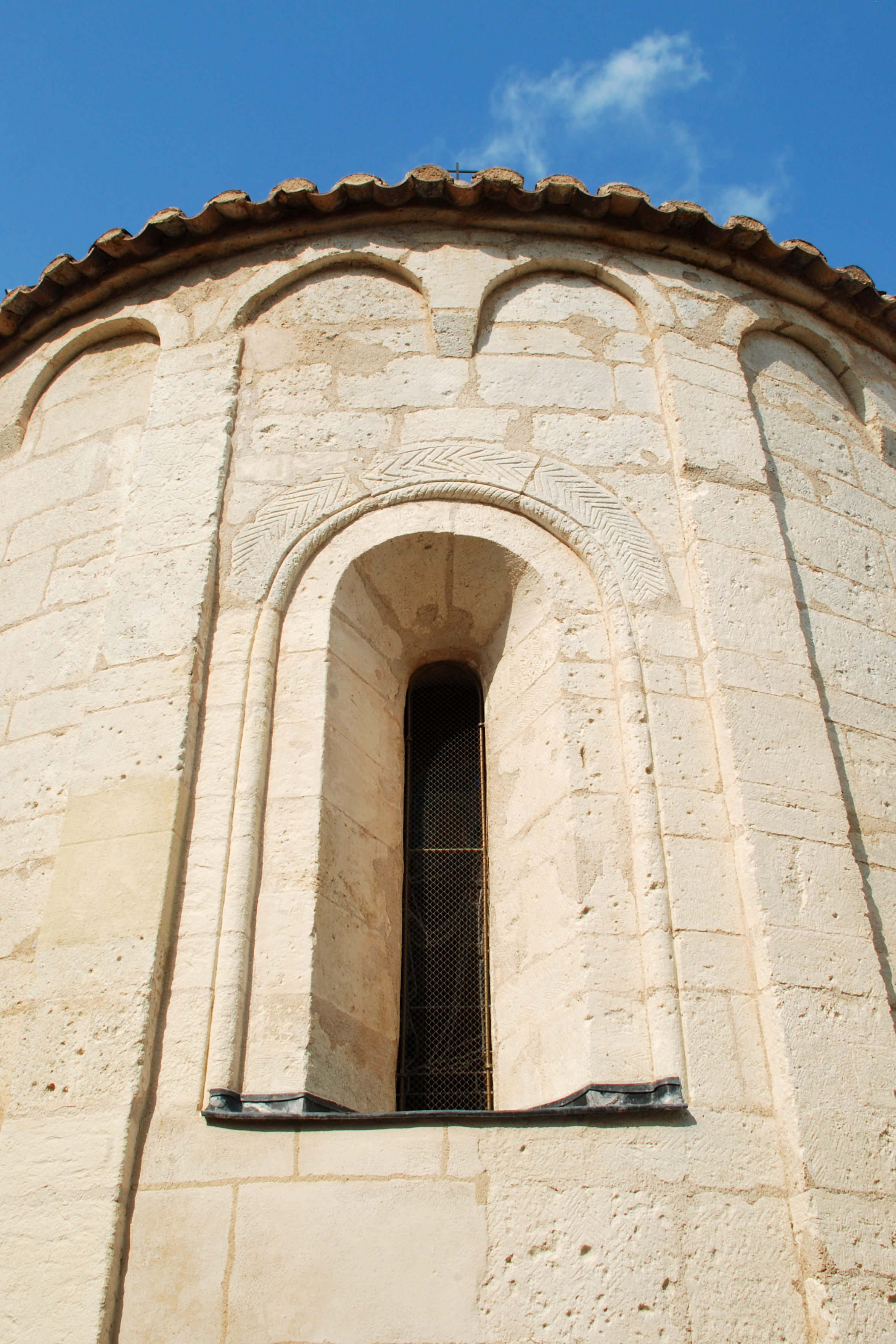
Fenêtre absidiale et bandes lombardes.
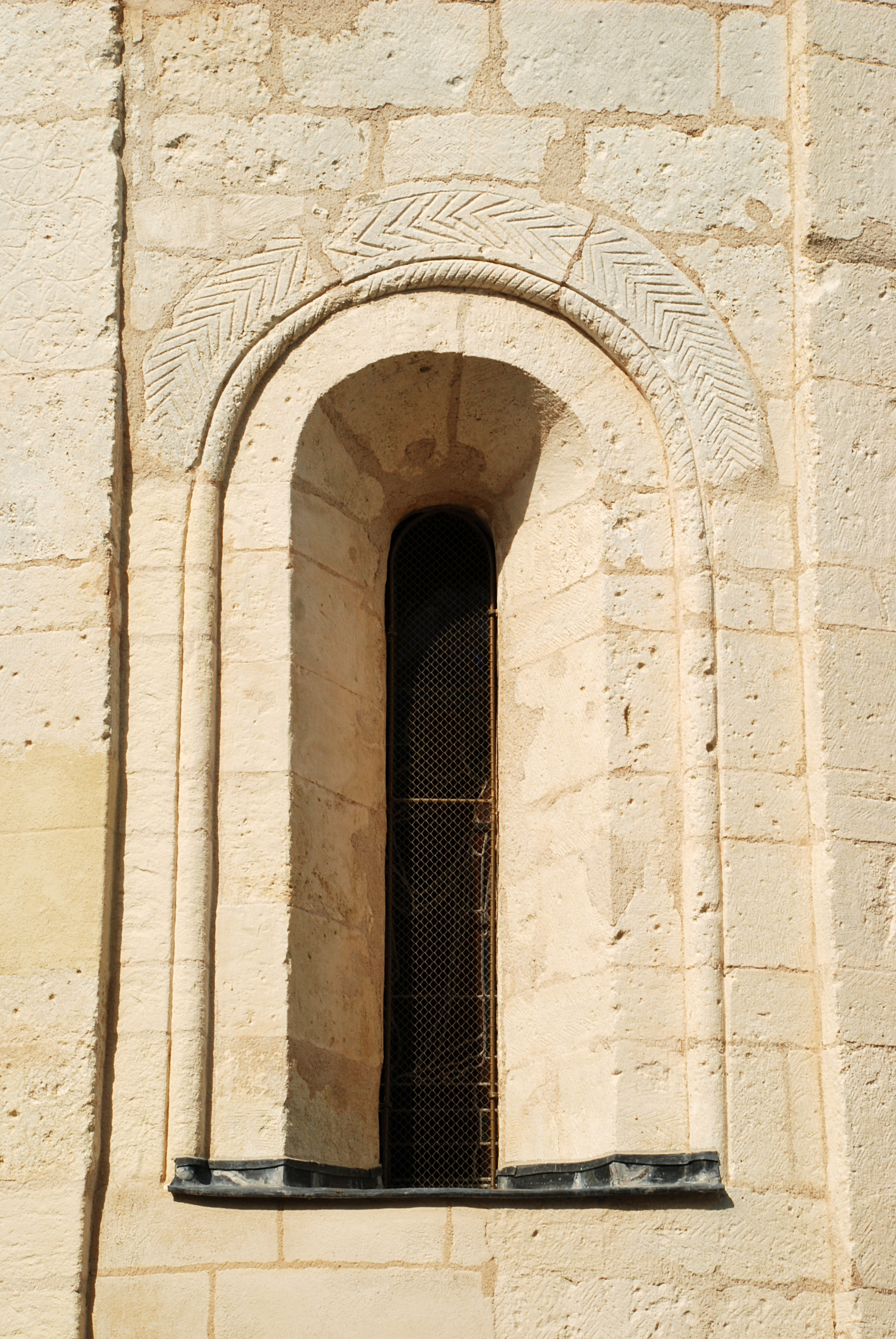
La fenêtre absidiale et son décor ciselé.

### La façade méridionale
L'église Sainte-Agathe de Valergues possède une façade méridionale richement décorée, qui fait l'objet d'une inscription au titre des monuments historiques au même titre que le chevet.
Ce mur est percé de fenêtres hautes surmontées d'élégantes arcatures lombardes et est rythmé par de fines colonnes engagées présentant des ciselures semblables à celles de la fenêtre absidiale.

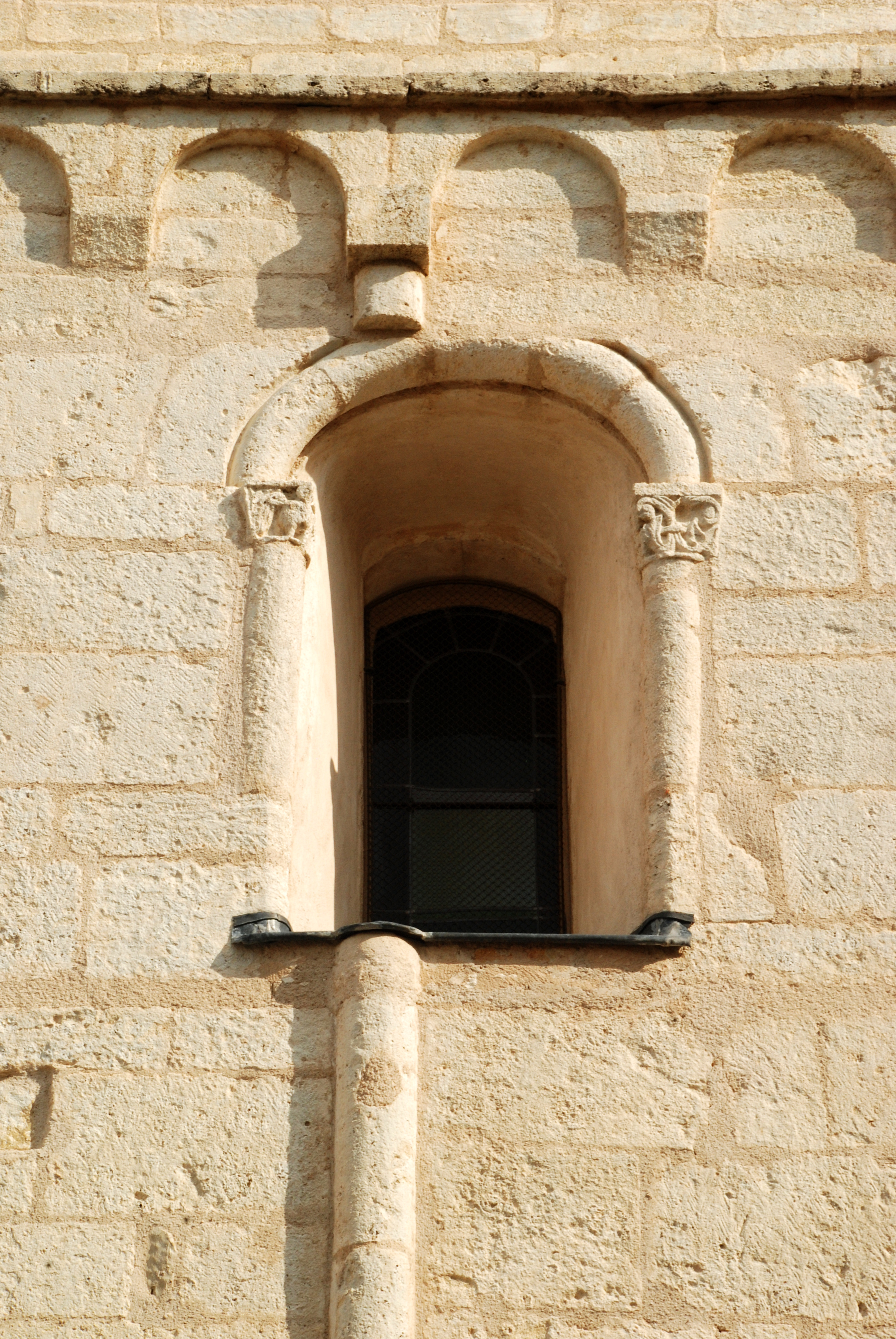
Fenêtre haute.
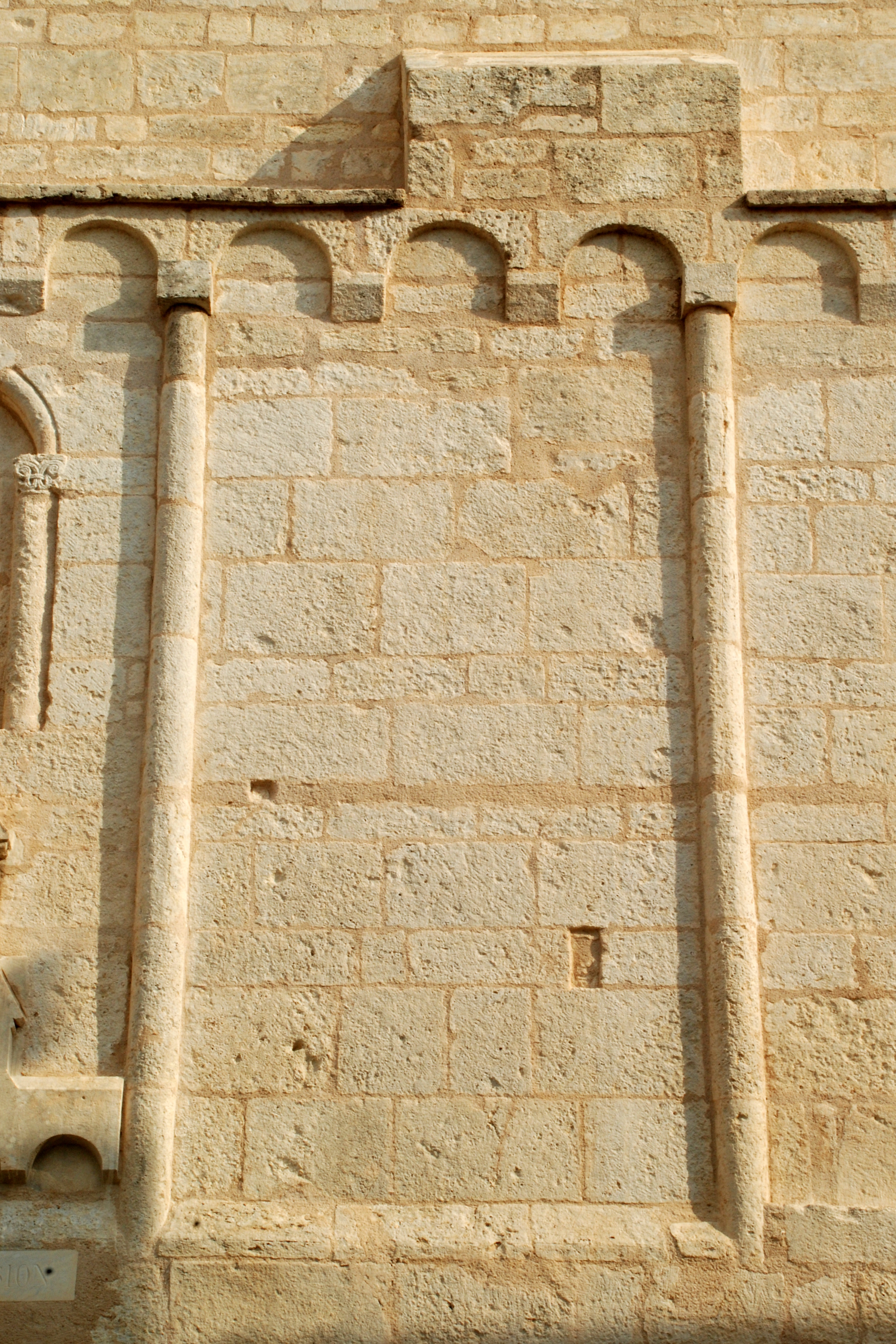
Colonnes engagées.
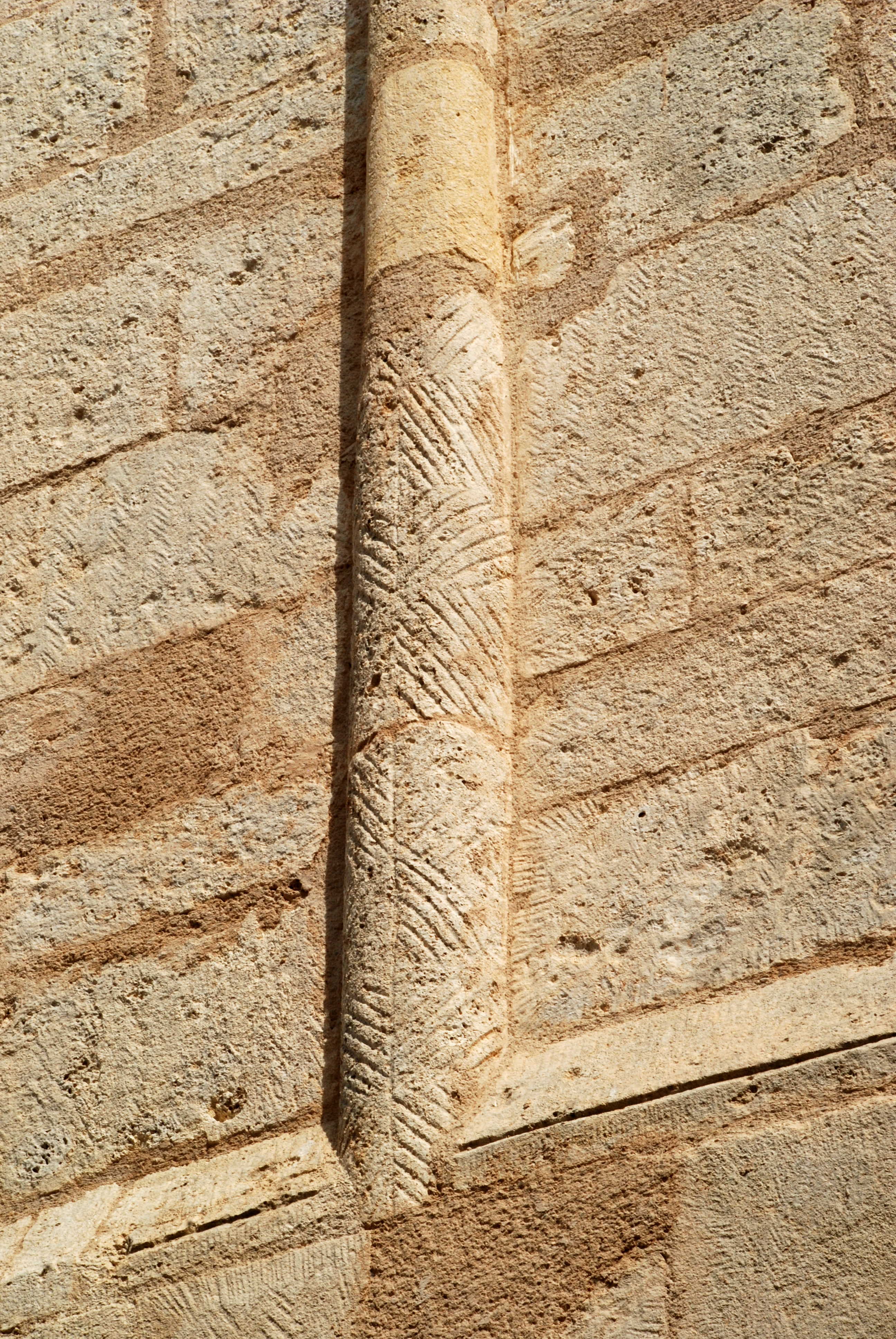
Colonne ciselée.

### Le portail néo-roman

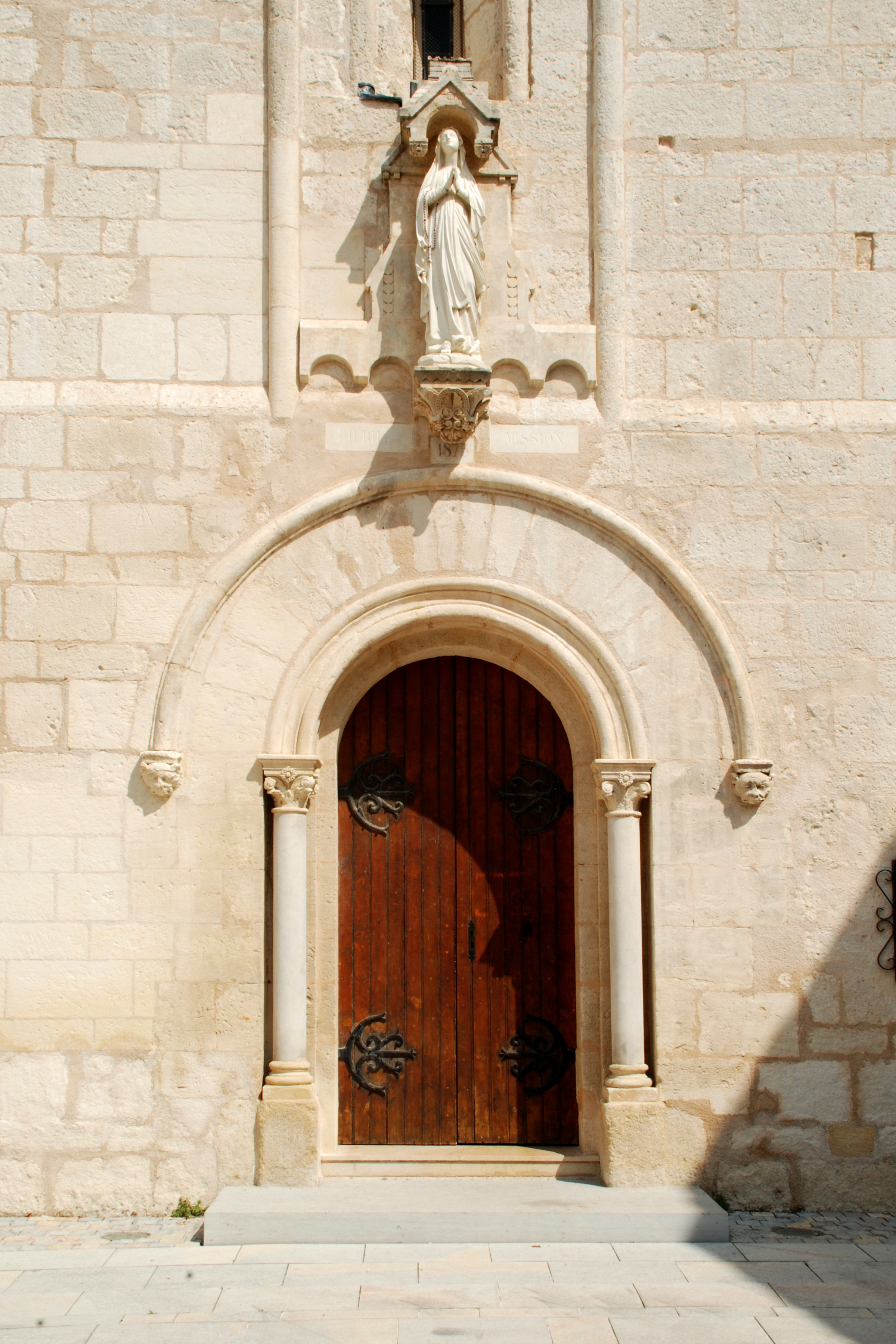
Le portail néo-roman.

Le portail méridional date de 1876. Ce portail de style néo-roman est encadré de colonnes surmontées de chapiteaux dont la corbeille est ornée de feuilles d'acanthe et le tailloir porte des marguerites.
Ces chapiteaux supportent un double arc torique qui est surmonté d'un arc torique de plus grande taille soutenu par d'élégants culots sculptés.

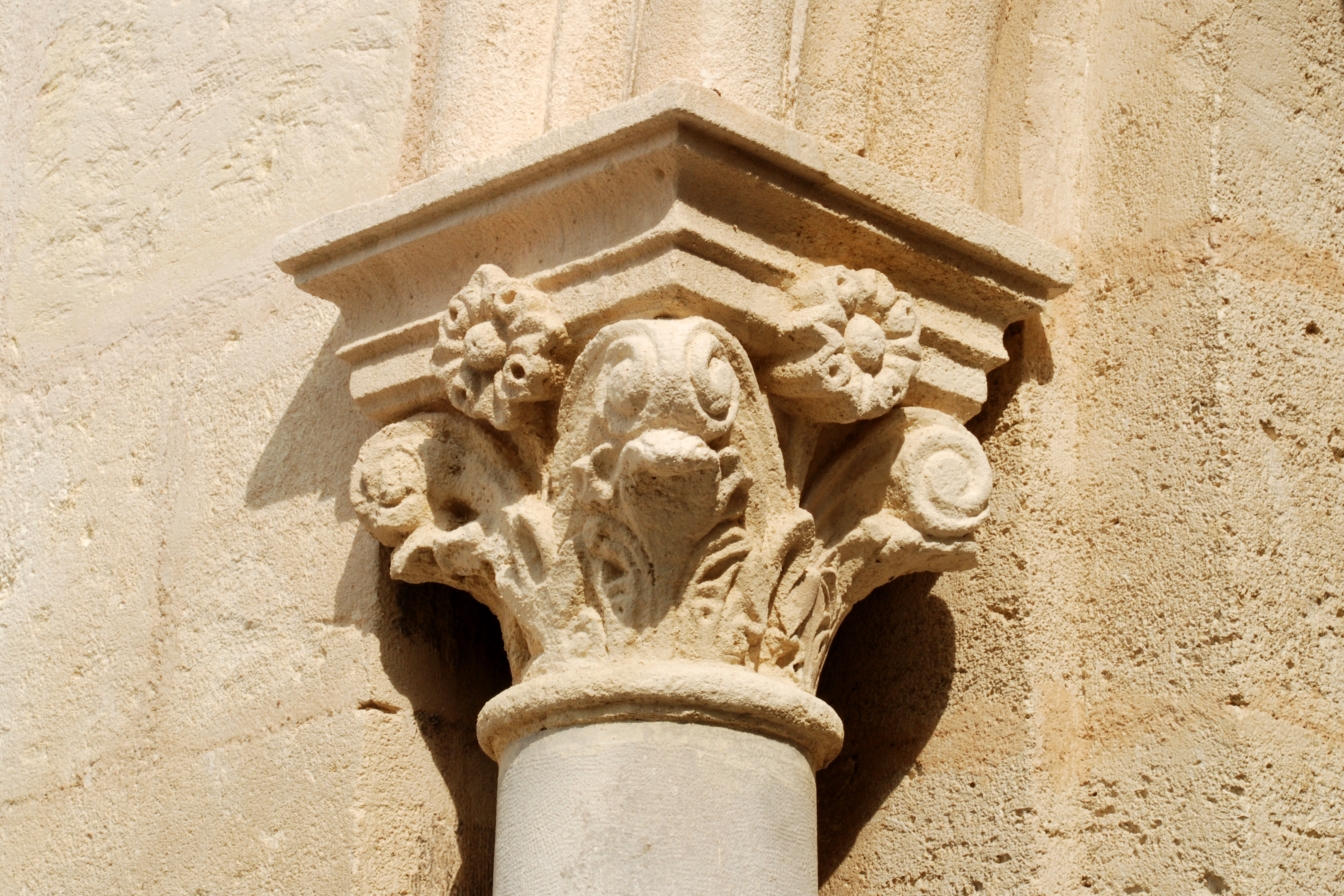
Chapiteau néo-roman au tailloir orné de marguerites.
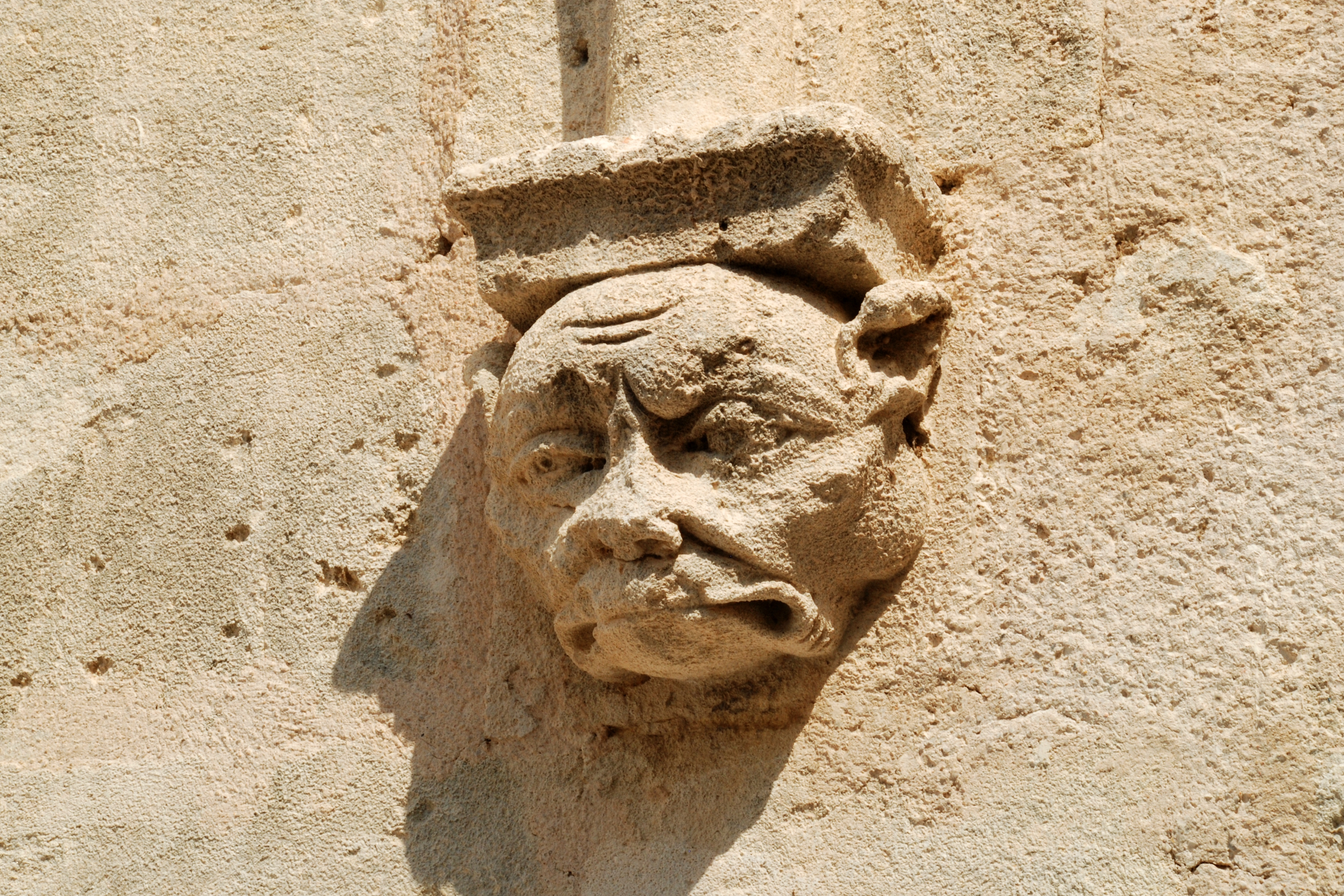
Culot.